# (100473) 1996 TO34
(100473) 1996 TO34 es un asteroide perteneciente al cinturón de asteroides, descubierto el 10 de octubre de 1996 por el equipo del Spacewatch desde el Observatorio Nacional de Kitt Peak, Arizona, Estados Unidos.

## Designación y nombre
Designado provisionalmente como 1996 TO34.

## Características orbitales
1996 TO34 está situado a una distancia media del Sol de 2,328 ua, pudiendo alejarse hasta 2,675 ua y acercarse hasta 1,981 ua. Su excentricidad es 0,148 y la inclinación orbital 2,479 grados. Emplea 1297 días en completar una órbita alrededor del Sol.

## Características físicas
La magnitud absoluta de 1996 TO34 es 16,6.